# Ragnar Ekelund
Karl Selim Ragnar Ekelund, född 18 december 1892 i Kangasniemi, död 8 juni 1960, var en finlandssvensk konstnär, poet och översättare. Han var bror till arkitekten Hilding Ekelund.
Ekelund studerade i Paris, där han påverkades av Paul Cézanne. Hans målningar uppvisade dock ett mer dämpat och återhållsamt kynne. Ekelund tillhörde den betydelsefulla Novembergruppen tillsammans med konstnärer som Tyko Sallinen, Marcus Collin, Juho Rissanen med flera. Han var även medlem av Prismagruppen. Som poet var han svenskspråkig och utgav en rad volymer, som alla präglas av en milt svårmodig ton. Ekelund är representerad vid Åbo Akademi.